# Juca Baleia
Juvenal Marinho dos Passos, mais conhecido por Juca Baleia (São Luís, 3 de maio de 1959) é um ex-futebolista brasileiro que atuava como goleiro, sendo um dos personagens mais folclóricos do futebol maranhense.

## Carreira
Juca Baleia iniciou sua carreira no futebol como amador em times de bairros de São Luís. Profissionalmente atuou pelo Moto Clube, Maranhão Atlético Clube, Expressinho e Sampaio Corrêa. Foi neste último que obteve suas maiores conquistas, sendo o titular do time no tricampeonato maranhense (1990-91-92).
Juca ganhou notoriedade nacional depois de boas apresentações na Copa do Brasil de 1992, quando o Sampaio Corrêa enfrentou o estrelado time do Palmeiras, do início da era Parmalat. Antes da partida, porém, o que chamava a atenção da imprensa paulista era o fato de o goleiro ter cerca de 120 kg. Mas as atuações de Juca Baleia nos dois jogos fizeram os críticos elogiarem seu desempenho. O espanto se tornou maior em função da inesperada agilidade e precisão na saída do gol. O segredo, segundo ele próprio, era o fato de praticar também Vôlei e Handebol, que ajudavam a aumentar a agilidade.
| “ | "Quando entramos no Castelão, acharam que o Palmeiras ia golear. Foi uma das melhores partidas que fiz em toda minha carreira. Mesmo em São Paulo, a procura em cima de mim foi demais, muito bom. O Carlos (goleiro do Verdão na época) me deu a camisa dele, e tenho ela comigo até hoje. Depois, o César Sampaio me deu algumas lições de vida que não esqueci mais. E, em São Paulo, teve um guri gordinho que pediu para pegar meu autógrafo. Inesquecível." | ” |

Após encerrar sua carreira, em 1994, com apenas 34 anos, trabalhou como gerente de uma empresa de construção civil. Em 2010 assumiu a presidência da AGAP (Associações de Garantia ao Atleta Profissional) do estado do Maranhão. A AGAP é vinculada à Faap (Federação das Associações de Atletas Profissionais), que tem sede em Brasília, cuja finalidade é ajudar pessoas do esporte em vários âmbitos, desde auxílio nos estudos, cestas básicas e auxílio com medicações.

## Conquistas
Sampaio Corrêa
- Tri-Campeão Campeonato Maranhense de Futebol: 1990, 1991, 1992[2]